# سونمان (إنديانا)
سونمان (بالإنجليزية: Sunman town, Indiana)‏ هي بلدة تقع بولاية إنديانا في الولايات المتحدة. تبلغ مساحتها 3.03 كم2، وترتفع عن سطح البحر 311 م، بلغ عدد سكانها 1,049 نسمة في عام 2010 حسب إحصاء مكتب تعداد الولايات المتحدة وتصل الكثافة السكانية فيها 346.2 نسمة لكل كيلومتر مربع (896.7/ميل2).

## التركيبة السكانية
حدّد مكتب تعداد الولايات المتحدة بيانات التركيبة السكانية لسونمان في تعداد الولايات المتحدة. في ما يلي، التركيبة السكانية حسب تعدادي 2000 و2010.

### تعداد عام 2000
بلغ عدد سكان سونمان 805 نسمة بحسب تعداد عام 2000، وبلغ عدد الأسر 319 أسرة وعدد العائلات 211 عائلة مقيمة في البلدة. في حين سجلت الكثافة السكانية 265.7 نسمة لكل كيلومتر مربع (688.2/ميل2). وبلغ عدد الوحدات السكنية 345 وحدة بمتوسط كثافة قدره 113.9 لكل كيلومتر مربع (295.0/ميل2).
وتوزع التركيب العرقي للبلدة بنسبة 93.79% من البيض و0.37% من الأمريكيين الأصليين و5.59% من الأعراق الأخرى و0.25% من عرقين مختلطين أو أكثر و5.96% من الهسبانيون أو اللاتينيون من أي عرق.
بلغ عدد الأسر 319 أسرة كانت نسبة 39.2% منها لديها أطفال تحت سن الثامنة عشر تعيش معهم، وبلغت نسبة الأزواج القاطنين مع بعضهم البعض 47.3% من أصل المجموع الكلي للأسر، ونسبة 11.9% من الأسر كان لديها معيلات من الإناث دون وجود شريك، بينما كانت نسبة 6.9% من الأسر لديها معيلون من الذكور دون وجود شريكة وكانت نسبة 33.9% من غير العائلات. تألفت نسبة 28.5% من أصل جميع الأسر من عدة أفراد يعيشون في نفس المنزل ونسبة 15% كانت تتألف من شخص يعيش بمفرده يبلغ من العمر 65 عاماً أو أكثر. وبلغ متوسط حجم الأسرة المعيشية 2.52، أما متوسط حجم العائلات فبلغ 3.05.
بلغ العمر الوسطي للسكان 31.0 عاماً. وكانت نسبة 29.1% من القاطنين تحت سن الثامنة عشر، وكانت نسبة 10.6% بين الثامنة عشر والرابعة والعشرين عاماً، ونسبة 30.8% كانت واقعةً في الفئة العمرية ما بين الخامسة والعشرين والرابعة والأربعين عاماً، ونسبة 15.5% كانت ما بين الخامسة والأربعين والرابعة والستين، ونسبة 14% كانت ضمن فئة الخامسة والستين عاماً فما فوق. يوجد لكل 100 أنثى 93.5 ذكر، ويوجد لكل 100 أنثى في الثامنة عشر من عمرها فما فوق 94.2 ذكر.
بلغ متوسط دخل الأسرة في البلدة 33,819 دولارًا، أما متوسط دخل العائلة فبلغ 44,167 دولارًا. وكان متوسط دخل الذكور 30,179 دولارًا مقابل 24,107 دولارًا للإناث. وسجل دخل الفرد الخاص بالبلدة 14,828 دولارًا. وكانت نسبة 6.6% من العائلات ونسبة 9.6% من السكان تحت خط الفقر، وكان من هؤلاء نسبة 9.3% تحت سن الثامنة عشر ونسبة 16.7% في الخامسة والستين من العمر وما فوق.

### تعداد عام 2010
بلغ عدد سكان سونمان 1,049 نسمة بحسب تعداد عام 2010، وبلغ عدد الأسر 371 أسرة وعدد العائلات 272 عائلة مقيمة في البلدة. في حين سجلت الكثافة السكانية 346.2 نسمة لكل كيلومتر مربع (896.7/ميل2). وبلغ عدد الوحدات السكنية 413 وحدة بمتوسط كثافة قدره 136.3 لكل كيلومتر مربع (353.0/ميل2).
وتوزع التركيب العرقي للبلدة بنسبة 95.14% من البيض و0.57% من الأمريكيين الأفارقة و0.19% من الأمريكيين ذوي الأصول الآسيوية و2.67% من الأعراق الأخرى و1.43% من عرقين مختلطين أو أكثر و7.91% من الهسبانيون أو اللاتينيون من أي عرق.
بلغ عدد الأسر 371 أسرة كانت نسبة 42.6% منها لديها أطفال تحت سن الثامنة عشر تعيش معهم، وبلغت نسبة الأزواج القاطنين مع بعضهم البعض 53.6% من أصل المجموع الكلي للأسر، ونسبة 12.7% من الأسر كان لديها معيلات من الإناث دون وجود شريك، بينما كانت نسبة 7% من الأسر لديها معيلون من الذكور دون وجود شريكة وكانت نسبة 26.7% من غير العائلات. تألفت نسبة 22.6% من أصل جميع الأسر من عدة أفراد يعيشون في نفس المنزل ونسبة 11.3% كانت تتألف من شخص يعيش بمفرده يبلغ من العمر 65 عاماً أو أكثر. وبلغ متوسط حجم الأسرة المعيشية 2.83، أما متوسط حجم العائلات فبلغ 3.27.
بلغ العمر الوسطي للسكان 32.0 عاماً. وكانت نسبة 30% من القاطنين تحت سن الثامنة عشر، وكانت نسبة 10.9% بين الثامنة عشر والرابعة والعشرين عاماً، ونسبة 26.7% كانت واقعةً في الفئة العمرية ما بين الخامسة والعشرين والرابعة والأربعين عاماً، ونسبة 20.5% كانت ما بين الخامسة والأربعين والرابعة والستين، ونسبة 11.9% كانت ضمن فئة الخامسة والستين عاماً فما فوق. وتوزع التركيب الجنسي للسكان بنسبة 51.2% ذكور و48.8% إناث.